# June Gable
June Gable (New York, 5 juni 1945) is een Amerikaanse actrice, buiten de Verenigde Staten het meest bekend om haar rol als "Estelle", de film-, televisie- en theateragent van het personage "Joey Tribbiani" in de sitcomserie Friends.

## Biografie
Gable (geboren als June Golub) is de dochter van Joseph en Shirley Golub. Ze studeerde kleinkunst (acteren) aan de Carnegie Mellon University in Pittsburgh (Pennsylvania) in de VS.

### Theater en musical
Gable speelde in vier Broadway producties, waaronder de reprise in 1974 van Candide; voor de rol van de "Oude Dame" werd ze genomineerd voor een Tony Award voor Best Featured Actress in a Musical ("Beste vrouwelijke bijrol in een musical").  
Ze speelde het personage "Snooks Keene" in de beruchte Broadway-ramp Moose Murders, een stuk dat op de avond van de première in 1983 meteen voor de laatste maal werd opgevoerd.
Ze maakte ook deel uit van de vervangende cast van de off-Broadway-revue Jacques Brel is alive and well and living in Paris. In november 2012 vertolkte ze de hoofdrol "Marie" in de wereldpremière van All Hallowed van Bill C. Davis onder regie van George Boyd in het Waco Civic Theatre in Waco (Texas).

### Televisie en film
In 1976 speelde Gable de rol van rechercheur in het derde seizoen van de sitcom Barney Miller. Ze was ook te zien in de kortdurende reprise van Rowan & Martin's Laugh-In in 1977.  In 1979 verscheen ze als "Rhoda Rooter" in de twee televisiespecials Legends of the Superheroes van de Hanna-Barbera-studios. Van 1978 tot 1981 maakte ze regelmatig deel uit van de cast van de variétéserie Sha Na Na die syndicated (via meerdere (kabel)zenders) werd uitgezonden.
In 1980 had Gable gastrollen in verschillende populaire televisieseries als Miami Vice en Kate & Allie. Ook had ze een kleine rol in de films Brenda Starr en She-Devil (met in de hoofdrollen Roseanne Barr en Meryl Streep) die beide in 1989 werden uitgebracht.
Tussen 1994 en 2004 speelde Gable de rol van "Estelle Leonard" van het Estelle Leonard Talent Agency, de film-, televisie- en theateragent van het acteurspersonage "Joey Tribbiani" (gespeeld door acteur Matt LeBlanc) in de sitcom Friends van NBC, die wereldwijd werd uitgezonden. Na de dood van haar personage "Estelle" in het tiende en laatste seizoen van de serie in 2004, speelde ze nog eenmaal de rol van verpleegster, die ze ook speelde in aflevering 23 van het eerste seizoen, voordat ze het terugkerende personage van "Estelle Leonard" vertolkte; ze vertolkte daarmee twee verschillende terugkerende personages in dezelfde serie.
Van 1990 tot 1996 speelde ze ook de regelmatig terugkerende rol van "Libby Friedman" in de HBO-comedyserie Dream On.
- International Standard Name Identifier: 0000 0000 4819 778X
- Library of Congress Control Number: no2007011427
- Virtual International Authority File: 14540854
- WorldCat: E39PBJk8YqmrX6xHkqYY9GhPwC